# Lulworth (yacht)

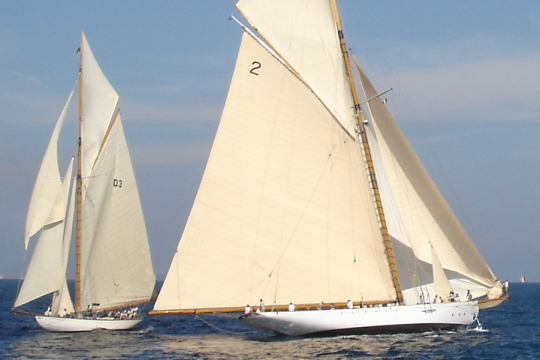
A destra la Lulworth

Lulworth è uno yacht da regata costruito a Southampton nel 1920.
Il nome della barca deriva dal castello di Lulworth, che apparteneva al suo secondo proprietario, Herbert Weld, il cui nonno era socio fondatore del Royal Yacht Squadron. 
La Lulworth nel 1920 fu costruita dal cantiere White Brothers Yard per Richard H. Lee, che voleva una barca da regata per competere nel circuito di maggior prestigio in Europa: la "Big Class" britannica.
La mancanza di abete rosso di qualità dopo la prima guerra mondiale rese necessario costruire la parte inferiore dell'albero del Lulworth in acciaio anziché in legno. 
Il suo piano velico a vela fu aggiornato più volte senza alcun risultato, finché l'architetto navale dell'America's Cup Charles Ernest Nicholson ridisegnò il rig con un albero in legno e rivide il bilanciamento della chiglia. 
Nel 1924, i difetti di Lulworth furono corretti e divenne un un'ottima barca in tutte le successive stagioni della Big Class: dal 1920 al 1930, prese parte a 258 regate ottenendo 59 primi posti, 47 dei quali furono dopo il 1924.
L'America's Cup del 1930 vide l'arrivo degli innovativi design J-Class che rendevano obsoleti tutti gli yacht con ad armamento gaff. Nonostante i primi successi di Lulworth contro lo J-Class Shamrock V (1930) prima dell'America's Cup, le regole di handicap nella Big Class erano ormai superate e la carriera sportiva di Lulworth era finita. 
Nel 1947 Lulworth fu salvato da un deposito di rifiuti da Richard Lucas e sua moglie René e riportata al cantiere navale di Whites per una nuova trasformazione ed nei pressi di Hamble-le-Rice, dove fu adibita a casa galleggiante.
Nel 1990, morti entrambi i proprietari, lo scafo fu spedito in Italia per un restauro, mai avviato. Nel 2001 fu ritrovato a La Spezia in stato di abbandono dall'armatore olandese Johan Van Den Bruele e l'anno successivo partì il progetto di restauro denominato "il restauro del secolo": un meticoloso progetto guidato dall'architetto navale Stefano Faggioni che ha recupero il 70% dei suoi arredi e l'80% del suo telai originali in acciaio. Il piano velico del 1926 è stato replicato per ricreare l'armo della massima carriera agonistica del Lulworth, con l'albero in legno tra i più alti del mondo. È stata varato nuovamente nel 2005 . 
Lulworth rientrò immediatamente nel mondo delle competizioni sia veliche che di restauro vincendo Boat International Award per il "Best refit of 2006". 
Nel 2020 la nave fu sequestrata per vicende giudiziarie del faccendiere Gabriele De Bono e da allora, dopo il trasporto dalla Tunisia all'Italia è stata prima affidata alla scuola nautica di Gaeta e poi trasferita in deposito a Napoli, dove è stata riportata in condizioni di semi abbandono e senza l'albero.